# Liste der Baudenkmäler in Gößweinstein
Auf dieser Seite sind die Baudenkmäler in dem oberfränkischen Markt Gößweinstein zusammengestellt. Diese Tabelle ist eine Teilliste der Liste der Baudenkmäler in Bayern. Grundlage ist die Bayerische Denkmalliste, die auf Basis des Bayerischen Denkmalschutzgesetzes vom 1. Oktober 1973 erstmals erstellt wurde und seither durch das Bayerische Landesamt für Denkmalpflege geführt wird. Die folgenden Angaben ersetzen nicht die rechtsverbindliche Auskunft der Denkmalschutzbehörde.
 Diese Liste gibt den Fortschreibungsstand vom 22. November 2023 und enthält 70 Baudenkmäler.

## Ensemble

### Wallfahrtsbezirk Gößweinstein

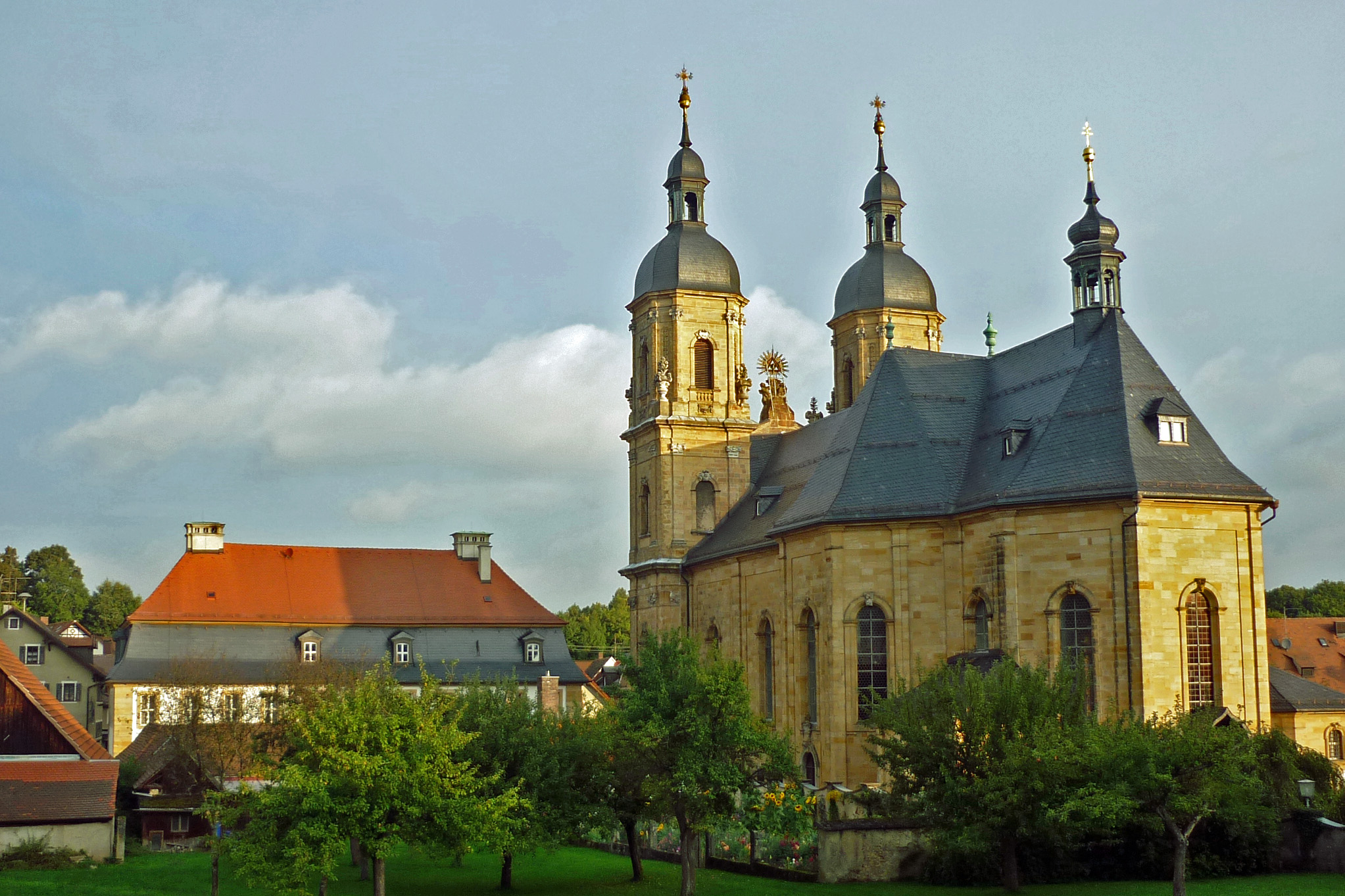
Basilika Gößweinstein

Im Zentrum des Wallfahrtsortes (Lage) steht die barocke Wallfahrtsbasilika SS. Trinitas von 1730 bis 1739 nach Plänen Balthasar Neumanns. Hinter ihr befindet sich die ehemalige Friedhofskapelle von 1630, die 1723 nach Gründung des benachbarten Kapuzinerklosters zur Klosterkirche umgebaut wurde. Sie ist mit einer Brücke mit dem durch eine Straße getrennten Konventbau verbunden, welcher als fast quadratische Anlage im ummauerten Klostergarten östlich der Basilika steht. Die Wallfahrtskirche wird flankiert vom Mesner- und Schulhaus und vom palaisartigen Pfarrhof von 1747 bis 1749 von Johann Jakob Michael Küchel. Von diesem ist auch die der Zweiturmfront vorgelagerte Terrassenanlage mit Treppe, die den sakralen Bereich begrenzt. Den Einrichtungen zur geistlichen Betreuung der Gläubigen steht die eng herangeführte, sich platzartig aufweitende Marktstraßenbebauung mit Gasthäusern aus dem 19. und frühen 20. Jahrhundert gegenüber. Aktennummer: E-4-74-129-1.

## Gemeindeübergreifendes Baudenkmal
Lokalbahn Ebermannstadt-Behringersmühle: Nebenstrecke der Ludwig-Süd-Nord-Bahn, ca. 16 km lange Trasse, erbaut 1922 und 1930; mit Stationsgebäuden, Brücken, Wasserdurchlässen und den entsprechenden Ingenieursbauten. Aktennummer: D-4-74-129-76.

| Lage                                    | Objekt                  | Beschreibung | Akten-Nr.     | Bild            |
| --------------------------------------- | ----------------------- | ------------ | ------------- | --------------- |
| Wiesent (Standort)                      | Eisenbahnbrücke         |              | D-4-74-129-76 | Eisenbahnbrücke |
| Behringersmühle 50 (Standort)           | Bahnhof Behringersmühle |              | D-4-74-129-76 | BW              |
| Behringersmühle 50 (Standort)           | Eisenbahnbrücke         |              | D-4-74-129-76 | BW              |
| Nähe Bahnhof Behringersmühle (Standort) | Getreidespeicher        |              | D-4-74-129-76 | BW              |

## Baudenkmäler nach Gemeindeteilen

### Gößweinstein
| Lage | Objekt                                                          | Beschreibung | Akten-Nr.              | Bild           |
| --- | --------------------------------------------------------------- | --- | ---------------------- | -------------- |
| Balthasar-Neumann-Straße 1 (Standort) | Portaleinfassung                                                | Kalkstein, bezeichnet „1775“ | D-4-74-129-4 Wikidata  | BW             |
| Balthasar-Neumann-Straße 2 (Standort) | Pfarrhof                                                        | Repräsentativer zweigeschossiger traufständiger Mansarddachbau mit Mittelrisalit, 1747–49, wohl von Johann Jakob Michael Küchel; mit Ausstattung | D-4-74-129-1 Wikidata  | weitere Bilder |
| Balthasar-Neumann-Straße 2 (Standort) | Gartentor                                                       | Sandsteinpfeiler, 18. Jahrhundert | D-4-74-129-1           | BW             |
| Balthasar-Neumann-Straße 2; Balthasar-Neumann-Straße 4; Balthasar-Neumann-Straße 4a; Nähe Am Kreuzberg; Nähe Balthasar-Neumann-Straße; Viktor-von-Scheffel-Straße 1 (Standort) | Katholische Wallfahrtsbasilika und Pfarrkirche SS. Trinitatis   | Monumentaler Barockbau, 1730–39 nach Plänen von Balthasar Neumann; mit Ausstattung; Kirchenterrasse mit Balustrade und Stützmauern sowie Freitreppe nach Entwurf von Johann Jakob Michael Küchel, 1755/57; aufgelassener rückseitiger Kirchhof                                                                                               | D-4-74-129-2 Wikidata  | weitere Bilder |
| Balthasar-Neumann-Straße 2; Balthasar-Neumann-Straße 4; Balthasar-Neumann-Straße 4a; Nähe Am Kreuzberg; Nähe Balthasar-Neumann-Straße; Viktor-von-Scheffel-Straße 1 (Standort) | Kirchhof                                                        | aufgelassener rückseitiger Kirchhof | D-4-74-129-2 Wikidata  | weitere Bilder |
| Balthasar-Neumann-Straße 4; Balthasar-Neumann-Straße 4 a (Standort) | Ehemaliges Mesner- und Schulhaus, heute Wallfahrtskirchenmuseum | Zweigeschossiger Mansarddachbau auf schmalem Grundriss, 1748/49 von Johann Jakob Michael Küchel | D-4-74-129-3 Wikidata  | weitere Bilder |
| Balthasar-Neumann-Straße 6 (Standort) | Gasthof Scheffel                                                | Traufseitiger zweigeschossiger Mansardwalmdachbau mit Zwerchgiebel und Freitreppe, neubarock, um 1908 | D-4-74-129-6 Wikidata  | weitere Bilder |
| Balthasar-Neumann-Straße 7 (Standort) | Portaleinfassung                                                | Kalkstein, bezeichnet „1787“ | D-4-74-129-5 Wikidata  | weitere Bilder |
| Balthasar-Neumann-Straße 9; Balthasar-Neumann-Straße 11; Nähe Balthasar-Neumann-Straße (Standort)                                                                              | Viktor-von-Scheffel-Denkmal                                     | Auf Sockel mit Medaillon Knabenskulptur mit Laute, 1933; gegenüber Haus Nummer 6 | D-4-74-129-7 Wikidata  | weitere Bilder |
| Balthasar-Neumann-Straße 15 (Standort) | Ehemaliges Postamt, heute Spielzeugmuseum                       | Zweigeschossiger traufständiger Halbwalmdachbau, erste Hälfte 19. Jahrhundert | D-4-74-129-8 Wikidata  | weitere Bilder |
| Balthasar-Neumann-Straße 26 (Standort) | Kreuzschlepper, „Steinerner Herrgott“                           | Kreuztragender Christus auf hohem Sockel, bezeichnet „1890“ | D-4-74-129-9 Wikidata  | weitere Bilder |
| Burgstraße 2 (Standort) | Wohnhaus                                                        | Zweigeschossiger giebelständiger Halbwalmdachbau, frühes 19. Jahrhundert | D-4-74-129-16 Wikidata | weitere Bilder |
| Burgstraße 6 (Standort) | Bauernhaus, jetzt Haus des Gastes                               | Zweigeschossiger giebelständiger Satteldachbau mit Fachwerkgiebel, 18./19. Jahrhundert | D-4-74-129-15 Wikidata | weitere Bilder |
| Nähe An der Wagnershöhe (Standort) | Scheune                                                         | Fachwerkscheune, 19. Jahrhundert | D-4-74-129-15          | Scheune        |
| Burgstraße 8 (Standort) | Rathaus und Verkehrsamt, ehemaliges Forstamt                    | Zweigeschossiger traufständiger Walmdachbau, um 1800, mit Anbauten der 1950er Jahre | D-4-74-129-14 Wikidata | weitere Bilder |
| Burgstraße 14 (Standort) | Wohn- und Gasthaus                                              | Zweigeschossiger giebelständiger Satteldachbau, zweite Hälfte 18. Jahrhundert | D-4-74-129-13 Wikidata | weitere Bilder |
| Burgstraße 15 (Standort) | Gasthaus zur Burg                                               | Zweigeschossiger traufständiger Satteldachbau, im Kern Bau des 18. Jahrhunderts, bezeichnet „1790“ | D-4-74-129-12 Wikidata | weitere Bilder |
| Burgstraße 28 (Standort) | Wohnhaus                                                        | Zweigeschossiger giebelständiger Satteldachbau auf hohem Kellergeschoss mit Fachwerkgiebel, 18. Jahrhundert | D-4-74-129-11 Wikidata | weitere Bilder |
| Burgstraße 30 (Standort) | Burg Gößweinstein                                               | Hauptgebäude dreigeschossiger Satteldachbau mit Treppengiebeln, Vorhof, Treppenaufgang, Zwinger, Turm und schmaler Nebentrakt mit Burgkapelle, im Kern wohl 11. Jahrhundert, 1525 niedergebrannt, wiederaufgebaut und 1605 restauriert, eingreifende Restaurierung im Sinne der Burgenromantik im 19. Jahrhundert nach 1890; mit Ausstattung | D-4-74-129-10 Wikidata | weitere Bilder |
| Gartenstraße 4 (Standort) | Scheune                                                         | Bruchstein, Halbwalmdach, erste Hälfte 19. Jahrhundert | D-4-74-129-75 Wikidata | weitere Bilder |
| Kapellenleite, Winterleite, Wolfsgrubenweg, Am Kreuzberg, Nähe Am Kreuzberg, Pezoldstraße 5 1/2, Schlafreut (Standort)                                                         | Hochkreuz                                                       | Kruzifix auf einem hohen Felsen mit kleiner Aussichtsplattform von gusseisernem Gitter umgeben, um 1900 | D-4-74-129-88 Wikidata | weitere Bilder |
| Kapellenleite, Winterleite, Wolfsgrubenweg, Am Kreuzberg, Nähe Am Kreuzberg, Pezoldstraße 5 1/2, Schlafreut (Standort)                                                         | Kreuzweg                                                        | 14 Kreuzwegstationen, aus Dolomitquadern mit Schweifgiebel, die Reliefs von Georg Kemper, 1. Hälfte 20. Jahrhundert | D-4-74-129-88 Wikidata | weitere Bilder |
| Karl-Brückner-Straße 6 (Standort) | Wohnhaus                                                        | Zweigeschossiger giebelständiger Satteldachbau, mit Fachwerkgiebel, zweite Hälfte 18. Jahrhundert | D-4-74-129-21 Wikidata | weitere Bilder |
| Karl-Brückner-Straße 7 (Standort) | Wohnhaus                                                        | Zweigeschossiger traufständiger Halbwalmdachbau mit zwei Portalen, eines davon bezeichnet „1867“, mit älterem Kern | D-4-74-129-18 Wikidata | weitere Bilder |
| Karl-Brückner-Straße 8 (Standort) | Wohnhaus                                                        | Zweigeschossiger traufseitiger Satteldachbau mit Anbau, erste Hälfte 19. Jahrhundert mit älterem Kern | D-4-74-129-20 Wikidata | weitere Bilder |
| Karl-Brückner-Straße 10 (Standort) | Wohnhaus                                                        | Zweigeschossiger traufständiger Walmdachbau mit Zwerchhaus und Strebepfeiler, bezeichnet „1794“ | D-4-74-129-19 Wikidata | weitere Bilder |
| Karl-Brückner-Straße 11 (Standort) | Wohnhaus, ehemalige Bäckerei                                    | Zweigeschossiger giebelständiger Satteldachbau, Fenster mit Sandsteinrahmung, am Schlussstein mit Brezel bezeichnet „F 1784 H“ | D-4-74-129-17 Wikidata | BW             |
| Leutzdorfer Straße (Standort) | Marter                                                          | Sandsteinschaft mit vierseitigem Aufsatz (Reliefplatten fehlen), von vier Giebelchen bekrönt, Ende 17. Jahrhundert; an der Straße nach Leutzdorf | D-4-74-129-29 Wikidata | weitere Bilder |
| Nähe Schützenstraße (Standort) | Kreuzwegstationen                                               | Sandsteinreliefplatten, stark beschädigt; Mitte 18. Jahrhundert; am Weg nach Tüchersfeld | D-4-74-129-30 Wikidata | weitere Bilder |
| Nähe Schützenstraße (Standort) | Votivkapelle zu Ehren der Unbefleckten Empfängnis Mariens       | Verputzter Massivbau auf quadratischem Grundriss mit Zeltdach und Laterne, 1948–1950; mit Ausstattung; an der Straße nach Behringersmühle | D-4-74-129-28 Wikidata | weitere Bilder |
| Nähe Viktor-von-Scheffel-Straße; Pfauenschwanz (Standort) | Kriegerdenkmal                                                  | Altarähnlicher Sandsteinsockel mit Inschriftentafeln, darauf zwei Soldatenfiguren, um 1920; im Friedhof | D-4-74-129-26 Wikidata | weitere Bilder |
| Pezoldstraße 6 (Standort) | Holzkruzifix                                                    | 18. Jahrhundert | D-4-74-129-23 Wikidata | weitere Bilder |
| Pezoldstraße 18 (Standort) | Wappenstein derer von Schönborn                                 | Sandstein, 1710 | D-4-74-129-24 Wikidata | weitere Bilder |
| Sachsenmühler Straße 1 (Standort) | Kapelle                                                         | Kleiner Satteldachbau mit offenem Vorbau, 1923/24; mit Ausstattung; an der Straße nach Etzdorf | D-4-74-129-27 Wikidata | weitere Bilder |
| Nähe Am Kreuzberg (Standort) | Franziskanerklosterkirche St. Maria                             | Eingezogener, gegen die Längsachse abgeknickter Chor mit einem Joch und dreiseitigem Schluss, als Friedhofskapelle 1630/31 nach einem Entwurf von Giovanni Bonalino errichtete nachgotische Anlage; angebaute Mönchsgruft; angebaute Dreifaltigkeitskapelle, 1725; mit Ausstattung                                                           | D-4-74-129-25 Wikidata | weitere Bilder |
| Viktor-von-Scheffel-Straße 1 (Standort) | Konventbau                                                      | Vierflügelanlage, 1724 | D-4-74-129-25 Wikidata | weitere Bilder |
| Viktor-von-Scheffel-Straße 1 (Standort) | Übergang                                                        | gedeckter Übergang zur Klosterkirche | D-4-74-129-25 Wikidata | weitere Bilder |
| Viktor-von-Scheffel-Straße 1 (Standort) | Gartenmauer                                                     | des Klosters, 18. Jahrhundert | D-4-74-129-25 Wikidata | weitere Bilder |
| Viktor-von-Scheffel-Straße 1 (Standort) | Holzlege                                                        | frühes 19. Jahrhundert | D-4-74-129-25 Wikidata | BW             |
| Viktor-von-Scheffel-Straße 1 (Standort) | Zisterne                                                        | wohl 18. Jahrhundert | D-4-74-129-25 Wikidata | weitere Bilder |
| Viktor-von-Scheffel-Straße 1 (Standort) | Kegelbahn                                                       | offene Holzständerkonstruktion mit Satteldach und verbrettertem Kopfbau, 1899 (dendrochronologisch datiert) | D-4-74-129-25 Wikidata | weitere Bilder |
| Wasserberg, an der Staatsstraße 2191 von Sachsenmühle nach Gößweinstein (Standort)                                                                                             | Steinkreuz mit Inschrift                                        | Muschelkalk, um 1933 von Georg Leisgang | D-4-74-129-91 Wikidata | BW             |

### Allersdorf
| Lage             | Objekt | Beschreibung | Akten-Nr.              | Bild |
| ---------------- | ------ | --- | ---------------------- | ---- |
| Ecken (Standort) | Marter | Säule auf Vierkantsockel, vierseitiger Aufsatz mit Nische, Sandstein, bezeichnet „1671“; 500 Meter nördlich am Wald | D-4-74-129-32 Wikidata | BW   |

### Behringersmühle
| Lage                                                                                      | Objekt                              | Beschreibung                                                                  | Akten-Nr.              | Bild           |
| ----------------------------------------------------------------------------------------- | ----------------------------------- | ----------------------------------------------------------------------------- | ---------------------- | -------------- |
| Badanger (Standort)                                                                       | Kapelle                             | Kleiner in den Felsen gearbeiteter offener Massivbau, 17. Jahrhundert         | D-4-74-129-36 Wikidata | weitere Bilder |
| Behringersmühle 11; Behringersmühle 12; Behringersmühle 32; In Behringersmühle (Standort) | Fachwerkscheune                     | Zweite Hälfte 17. Jahrhundert                                                 | D-4-74-129-34 Wikidata | weitere Bilder |
| Behringersmühle 12 (Standort)                                                             | Ehemalige Mühle: Hauptgebäude       | Zweigeschossiger Satteldachbau, verputzt, bezeichnet „1751“, mit älterem Kern | D-4-74-129-35 Wikidata | weitere Bilder |
| Behringersmühle 12 (Standort)                                                             | Ehemalige Mühle; Nebengebäude       | Wirtschaftsbauten, gleichzeitig                                               | D-4-74-129-35          | BW             |
| Behringersmühle 12 (Standort)                                                             | Ehemalige Mühle; Scheune            | Wirtschaftsbauten, gleichzeitig                                               | D-4-74-129-35          | BW             |
| Behringersmühle 35 (Standort)                                                             | Hotelbau, sogenanntes Haus Hubertus | Zweigeschossiger Walmdachbau mit Ecktürmen, neubarock, um 1910                | D-4-74-129-37 Wikidata | weitere Bilder |

### Bösenbirkig
| Lage                     | Objekt              | Beschreibung | Akten-Nr.              | Bild           |
| ------------------------ | ------------------- | --- | ---------------------- | -------------- |
| Bösenbirkig 1 (Standort) | Katholische Kapelle | Kleiner Satteldachbau mit Dachreiter, neugotisch, um 1900; mit Ausstattung                                                               | D-4-74-129-38 Wikidata | weitere Bilder |
| Bösenbirkig 2 (Standort) | Kruzifix            | Holzkreuz mit Korpus, Dreinageltypus, 19. Jahrhundert; vor Haus Nummer 10                                                                | D-4-74-129-77 Wikidata | weitere Bilder |
| Bösenbirkig 4 (Standort) | Wohnstallhaus       | zweigeschossiger, verputzter Satteldachbau in Mischbauweise, mit verschieferten Giebeln und zweigeschossigem Standerker, bezeichnet 1835 | D-4-74-129-100         | BW             |

### Etzdorf
| Lage                 | Objekt                                   | Beschreibung                                                                                    | Akten-Nr.              | Bild           |
| -------------------- | ---------------------------------------- | ----------------------------------------------------------------------------------------------- | ---------------------- | -------------- |
| Gestückel (Standort) | Bildstock, sogenannte Nürnberger Kapelle | Steinsockel mit Nischenaufsatz, mit Holzbildwerk der heiligen Dreifaltigkeit, bezeichnet „1872“ | D-4-74-129-87 Wikidata | weitere Bilder |

### Hardt
| Lage                | Objekt  | Beschreibung | Akten-Nr.              | Bild           |
| ------------------- | ------- | --- | ---------------------- | -------------- |
| Hardt 50 (Standort) | Kapelle | Putzbau mit Satteldach, Dachreiter und spitzbogigen Fenster- und Türöffnungen, 19. Jahrhundert; mit Ausstattung | D-4-74-129-40 Wikidata | weitere Bilder |

### Kleingesee
| Lage                                  | Objekt                   | Beschreibung                                                                     | Akten-Nr.              | Bild           |
| ------------------------------------- | ------------------------ | -------------------------------------------------------------------------------- | ---------------------- | -------------- |
| Kleingesee-Kirchenstraße 2 (Standort) | Katholische Filialkirche | Hallenkirche mit eingezogenem Chor und Dachreiter, 1936 von Ludwig Fuchsenberger | D-4-74-129-41 Wikidata | weitere Bilder |

### Kohlstein
| Lage | Objekt                               | Beschreibung | Akten-Nr.              | Bild           |
| --- | ------------------------------------ | --- | ---------------------- | -------------- |
| In Kohlstein; Kohlstein 3; Kohlstein 5; Kohlstein 8; Kohlstein 9; Kohlstein 10; Kohlstein 13 (Standort) | Katholische Schlosskapelle St. Maria | Traufständiger Bruchsteinbau mit Satteldach, um 1743, hölzerner Glockenturm 1816; mit Ausstattung; im Garten südwestlich des Schlosses | D-4-74-129-43 Wikidata | weitere Bilder |
| Kohlstein 14; Kohlstein 13; In Kohlstein (Standort)                                                     | Schloss                              | Im Kern 1486, nach Zerstörung im Bauernkrieg wiederaufgebaut, dreigeschossiger Hauptbau, 1636 mit Kern des 15./16. Jahrhundert, Ostseite mit unregelmäßig dreiseitigem Schluss, überkuppelter runder Treppenturm, 1890 erneuert; gedeckter Gang zu zweigeschossigem Nebengebäude, 18./19. Jahrhundert | D-4-74-129-42 Wikidata | weitere Bilder |

### Leutzdorf
| Lage                     | Objekt                                          | Beschreibung | Akten-Nr.              | Bild           |
| ------------------------ | ----------------------------------------------- | --- | ---------------------- | -------------- |
| In Leutzdorf (Standort)  | Bildstock                                       | Bildstock mit Darstellung der Heiligen Dreifaltigkeit und den Vierzehn Nothelfern, Sandstein, 1678; vor der Kapelle | D-4-74-129-46 Wikidata | weitere Bilder |
| In Leutzdorf (Standort)  | Kruzifix                                        | Holzkreuz mit Korpus, Dreinageltypus, 18. Jahrhundert; vor der Kapelle                                              | D-4-74-129-47 Wikidata | weitere Bilder |
| Leutzdorf 4 a (Standort) | Katholische Kapelle zur Heiligen Dreifaltigkeit | Satteldachbau mit polygonalem Chorabschluss und Dachreiter, erste Hälfte 19. Jahrhundert; mit Ausstattung           | D-4-74-129-45 Wikidata | weitere Bilder |
| Leutzdorf 5 (Standort)   | Fachwerkremise                                  | Zweigeschossiger Satteldachbau mit Toreinfahrt, 19. Jahrhundert                                                     | D-4-74-129-48 Wikidata | weitere Bilder |
| St 2685 (Standort)       | Bildstock                                       | Hoher Kalksteinsockel von Eisenkreuz bekrönt, 18. Jahrhundert; 500 Meter östlich des Dorfes                         | D-4-74-129-52 Wikidata | weitere Bilder |

### Moritz
| Lage                | Objekt     | Beschreibung                                                                     | Akten-Nr.              | Bild           |
| ------------------- | ---------- | -------------------------------------------------------------------------------- | ---------------------- | -------------- |
| Horlache (Standort) | Wegkapelle | Offener Massivbau mit Satteldach, wohl 1817; mit Ausstattung; östlich des Dorfes | D-4-74-129-53 Wikidata | weitere Bilder |

### Morschreuth
| Lage                                 | Objekt                | Beschreibung                                                                       | Akten-Nr.              | Bild           |
| ------------------------------------ | --------------------- | ---------------------------------------------------------------------------------- | ---------------------- | -------------- |
| Brunnäcker (Standort)                | Sandsteinkruzifix     | Historistisch, zweite Hälfte 19. Jahrhundert; an der Straße Pretzfeld/Gößweinstein | D-4-74-129-74 Wikidata | weitere Bilder |
| Haus Nummer 14 (Standort)            | Hierzu Fachwerkstadel | 18. Jahrhundert                                                                    | D-4-74-129-54 Wikidata | BW             |
| Haus Nummer 37 (Standort)            | Gasthaus              | Mitte 19. Jahrhundert mit älterem Kern                                             | D-4-74-129-56 Wikidata | BW             |
| Morschreuth-Oberes Dorf 5 (Standort) | Scheune               | Bruchsteinbau mit Satteldach und Dachgaube, 18. Jahrhundert                        | D-4-74-129-79 Wikidata | weitere Bilder |
| Morschreuth-Oberes Dorf 9 (Standort) | Steinkreuz            | Sandsteinkreuz auf Sockel mit Korpus, Dreinageltypus, bezeichnet „1889“            | D-4-74-129-57 Wikidata | weitere Bilder |

### Moschendorf
| Lage                      | Objekt              | Beschreibung                                                               | Akten-Nr.              | Bild           |
| ------------------------- | ------------------- | -------------------------------------------------------------------------- | ---------------------- | -------------- |
| In Moschendorf (Standort) | Katholische Kapelle | Kleiner Satteldachbau mit Dachreiter, 18./19. Jahrhundert; mit Ausstattung | D-4-74-129-58 Wikidata | weitere Bilder |

### Prügeldorf
| Lage                    | Objekt     | Beschreibung                                                    | Akten-Nr.              | Bild           |
| ----------------------- | ---------- | --------------------------------------------------------------- | ---------------------- | -------------- |
| Prügeldorf 5 (Standort) | Bauernhaus | Zweigeschossiger Satteldachbau, verputzt, Mitte 19. Jahrhundert | D-4-74-129-59 Wikidata | weitere Bilder |

### Sachsendorf
| Lage                      | Objekt          | Beschreibung    | Akten-Nr.              | Bild |
| ------------------------- | --------------- | --------------- | ---------------------- | ---- |
| Haus Nummer 13 (Standort) | Hierzu Backhaus | 18. Jahrhundert | D-4-74-129-62 Wikidata | BW   |

### Sachsenmühle
| Lage                      | Objekt      | Beschreibung                                               | Akten-Nr.              | Bild           |
| ------------------------- | ----------- | ---------------------------------------------------------- | ---------------------- | -------------- |
| Sachsenmühle 1 (Standort) | Wassermühle | Zweigeschossiger verputzter Massivbau mit Satteldach, 1776 | D-4-74-129-65 Wikidata | weitere Bilder |

### Stadelhofen
| Lage                      | Objekt              | Beschreibung                                                                                                  | Akten-Nr.              | Bild           |
| ------------------------- | ------------------- | --- | ---------------------- | -------------- |
| In Stadelhofen (Standort) | Katholische Kapelle | Kleiner Satteldachbau mit Dachreiter, bezeichnet 1767, im Kern zweite Hälfte 15. Jahrhundert; mit Ausstattung | D-4-74-129-66 Wikidata | weitere Bilder |
| Stadelhofen 4 (Standort)  | Bauernhaus          | Eingeschossiger giebelständiger Satteldachbau, verputzt mit Fachwerkgiebel, erste Hälfte 18. Jahrhundert      | D-4-74-129-67 Wikidata | weitere Bilder |

### Unterailsfeld
| Lage                        | Objekt          | Beschreibung                                                                 | Akten-Nr.              | Bild           |
| --------------------------- | --------------- | ---------------------------------------------------------------------------- | ---------------------- | -------------- |
| In Unterailsfeld (Standort) | Kruzifix        | Holzkreuz mit Korpus, Viernageltypus, 19. Jahrhundert                        | D-4-74-129-68 Wikidata | weitere Bilder |
| In Unterailsfeld (Standort) | Brunnen         | Steinernes Becken mit neuerer Eisenpumpe                                     | D-4-74-129-69 Wikidata | weitere Bilder |
| 1 km südlich des Ortes ()   | Sandsteinmarter | Um 1700; nicht nachqualifiziert, im Bayerischen Denkmal-Atlas nicht kartiert | D-4-74-129-71 Wikidata |                |

### Wichsenstein
| Lage                         | Objekt                             | Beschreibung | Akten-Nr.              | Bild           |
| ---------------------------- | ---------------------------------- | --- | ---------------------- | -------------- |
| Anger (Standort)             | Friedhofskreuz                     | Steinkreuz auf Sockel, Korpus Dreinageltypus, neuromanisch, Stein, 1882 von J. Hornung (Haßfurt)                                    | D-4-74-129-78 Wikidata | weitere Bilder |
| Hängich; Kr FO 37 (Standort) | Kruzifix                           | Holz, Dreinageltypus, farbig gefasst, an neuem Kreuzstamm, zweite Hälfte 17. Jahrhundert (?), 2003 restauriert                      | D-4-74-129-85 Wikidata | weitere Bilder |
| Wichsenstein 2 (Standort)    | Katholische Pfarrkirche St. Erhard | Chorturmkirche, Langhaus von Giovanni Bonalino 1628, Fassade 1777, 1874/75 Turmerhöhung, Langhausverlängerung 1922; mit Ausstattung | D-4-74-129-72 Wikidata | weitere Bilder |

### Wölm
| Lage                  | Objekt                                                     | Beschreibung                                                   | Akten-Nr.              | Bild           |
| --------------------- | ---------------------------------------------------------- | -------------------------------------------------------------- | ---------------------- | -------------- |
| Heiligbühl (Standort) | Kirchenruine der ehemaligen Bergkirche „Zum Heiligen Bühl“ | Westliche Giebelwand erhalten, Bruchstein, 15./16. Jahrhundert | D-4-74-129-73 Wikidata | weitere Bilder |

## Ehemalige Baudenkmäler
| Lage                                                                          | Objekt          | Beschreibung | Akten-Nr.              | Bild |
| ----------------------------------------------------------------------------- | --------------- | --- | ---------------------- | ---- |
| Stempfermühle Museumsbahn Ebermannstadt – Behringersmühle; Wiesent (Standort) | Eisenbahnbrücke | Vollwandige Blechbalkenbrücke über runden Brückenpfeilern, 1929/39 nach Wettbewerbsentwurf von 1920 durch Firma Gg. Noell & Co., Würzburg, errichtet Unter gleicher Aktennummer ist die gesamte Bahnanlage in der Liste der Baudenkmäler in Wiesenttal geführt. | D-4-74-129-76 Wikidata | BW   |